# Strangalia zikani
Strangalia zikani är en skalbaggsart som först beskrevs av Julius Melzer 1922.  Strangalia zikani ingår i släktet Strangalia och familjen långhorningar. Inga underarter finns listade i Catalogue of Life.